# HD 111786
HD 111786，又名CD-26 9369，SAO 181169、HR 4881，是一颗恒星，视星等为6.15，位于銀經303.08，銀緯36.13，其B1900.0坐标为赤經12h 46m 37.1s，赤緯-26° 36.13′ 43″。